# جيم ميلبورن
جيم ميلبورن (بالإنجليزية: Jim Milburn)‏ (21 سبتمبر 1919 في المملكة المتحدة - 1985) هو لاعب كرة قدم بريطاني (وحمل سابقاً جنسية المملكة المتحدة لبريطانيا العظمى وأيرلندا) في مركز الدفاع. لعب مع ليدز يونايتد ونادي برادفورد بارك أفنيو.